# Albania en los Juegos Olímpicos de Atlanta 1996
Albania estuvo representada en los Juegos Olímpicos de Atlanta 1996 por un total de 7 deportistas que compitieron en 5 deportes.  
La portadora de la bandera en la ceremonia de apertura fue la atleta Mirela Manjani. El equipo olímpico albanés no obtuvo ninguna medalla en estos Juegos.